# The Martinache Marriage
The Martinache Marriage è un film muto del 1917 diretto da Bert Bracken (Bertram Bracken).

## Trama
Dopo un incidente automobilistico in cui è rimasta coinvolta una fioraia, il giovane Horace Martinache, un ricco americano, si preoccupa di lasciare del denaro che servirà all'educazione della ragazza.
Alcuni anni dopo, Eric, il nipote di Horace, torna dall'Europa con Sara St. Ypriex, una giovane attrice che vuole sposare. Contrarie a quel matrimonio, la madre e la sorella di Eric chiedono aiuto a Horace per mettere fine a quella storia. Horace, che non si è mai sposato, si mette a corteggiare la ragazza per farle perdere ogni interesse nei riguardi di Eric. Sara, che ha riconosciuto in lui il guidatore della macchina che l'aveva investita e che è stato il suo benefattore, lo incoraggia. Lui, ignaro di tutto, si innamora di lei. Un giorno, Sara viene aggredita da un altro corteggiatore, Roscoe Vandercourt: Horace accorre ai suoi gridi di aiuto, facendo fuggire l'aggressore. Si scopre che Vandercourt è in realtà un noto truffatore internazionale, smascherato dal padre di Sara che era finito in prigione a causa sua. Alla fine, Horace e Sara convoleranno a giuste nozze.

## Produzione
Il film fu prodotto dalla Falcon Features (Balboa Amusement Producing Company). Venne girato a Long Beach, cittadina californiana dove la casa di produzione aveva la sua sede.

## Distribuzione
Distribuito dalla General Film Company, il film uscì nelle sale cinematografiche USA il 24 agosto 1917.